# Zainul Abedin
Zainul Abedin (29 de diciembre de 1914, Mymensingh - 28 de mayo de 1976, Daca) fue un artista bangladesí de fama internacional.
Zainul creció en medio de un entorno apacible cerca del río Brahmaputra, que lo inspiró desde los primeros años de su vida. En 1947 se asentó en Daca, ciudad que no contaba con un instituto de arte o alguna labor artística de valor. En 1951, asistió a la Escuela de Arte Slade en Londres para tomar una formación profesional de dos años. A su regreso, creó las obras Dos Mujeres (gouache, 1953), La Madre de Painna (gouache, 1953) y Mujer (acuarela, 1953) que son sus más notables trabajos de este período.
Jugó un rol social importante en el movimiento de arte moderno de Bangladés que comenzó en los años 1940 y del cual es su máximo representante. Se dio a conocer por su liderazgo al organizar a varios autores y actividades artísticas en un lugar que prácticamente no tenía una historia reciente de arte institucional o profesional.
En 1975, estableció un museo tradicional en Sonargaon y una galería en Mymensingh para albergar algunas de sus piezas. Se vio activamente envuelto en una tendencia que pretendía preservar la tradición de Bengala y reorientar su arte a las raíces de la cultura bengalí.

## Honores

### Eponimia
- 2009: cráter en el planeta Mercurio nombrado Abedin.[1]